# Brixen im Thale
Brixen im Thale è un comune austriaco di 2 615 abitanti nel distretto di Kitzbühel, in Tirolo.